# 孟藹倫
孟藹倫（1955年5月27日—）為中華民國女性政治人物。現任中華婦女黨副主席，基督新教徒，曾任行政院勞工委員會勞工保險處處長，現已退休。2019年宣布投入2020年中華民國立法委員選舉台北市大安區選區立委，政見為維護基督教口中的家庭基本價值、反對臺灣同性婚姻及爭取勞保年金。

## 學歷
- 國立中興大學法商學院法律系
- 國立臺南女子高級中學

## 經歷
- 勞動部不當勞動行為裁決委員
- 勞動部法規會執行秘書
- 勞動部勞工保險處處長
- 勞動部法規委員
- 勞動部訴願委員
- 勞動部參事
- 國民年金起草人
- 公務人員訓練師
- 經濟部專業人員訓練師
- 中華民國各級公教退休人員總會發言人、副秘書長

## 爭議

### 指政府年金無破產疑慮
2017年3月，中華婦女黨辦理「年金改革——揭露您所不知道的真相」研討會，在會上孟藹倫表示，包含公教退撫、勞保勞退等退休基金，「都沒有破產疑慮」，是政府為了掌控軍公教及勞工的退休金而恐嚇大眾。對於當下政府所進行的年金改革草案，「對年輕人傷害最大」。孟藹倫提醒，「不要被精算報告唬住」，她擔心年金改革將使台灣陷入一個不敢消費進而壓低國內經濟發展的惡性循環。銓敘部長周弘憲則反駁，孟的說法與現況不符，退撫基金已達成熟期，若不正視其財務危機並謀改善，就會發生用罄情事。周弘憲指出，現在退撫基金給付，必須動用之前累積的本金餘額，相對壓縮基金可運用收益空間。

### 反同婚影片 誤導民眾公投結果
2019年5月15日，正值中華民國同性婚姻專法法案協商階段，孟藹倫參與影片演出，稱政府罔顧婚姻限定一男一女結合的公投結果，是「假民主」。影片中並以特效讓扮演孫中山的演員批評大法官違憲，不按公投結果立法就是瀆職，「如果立委瀆職通通要下台」。影片一出，獲得網友廣大負評。

## 外部連結
- 孟藹倫的Facebook專頁